# Air Comet

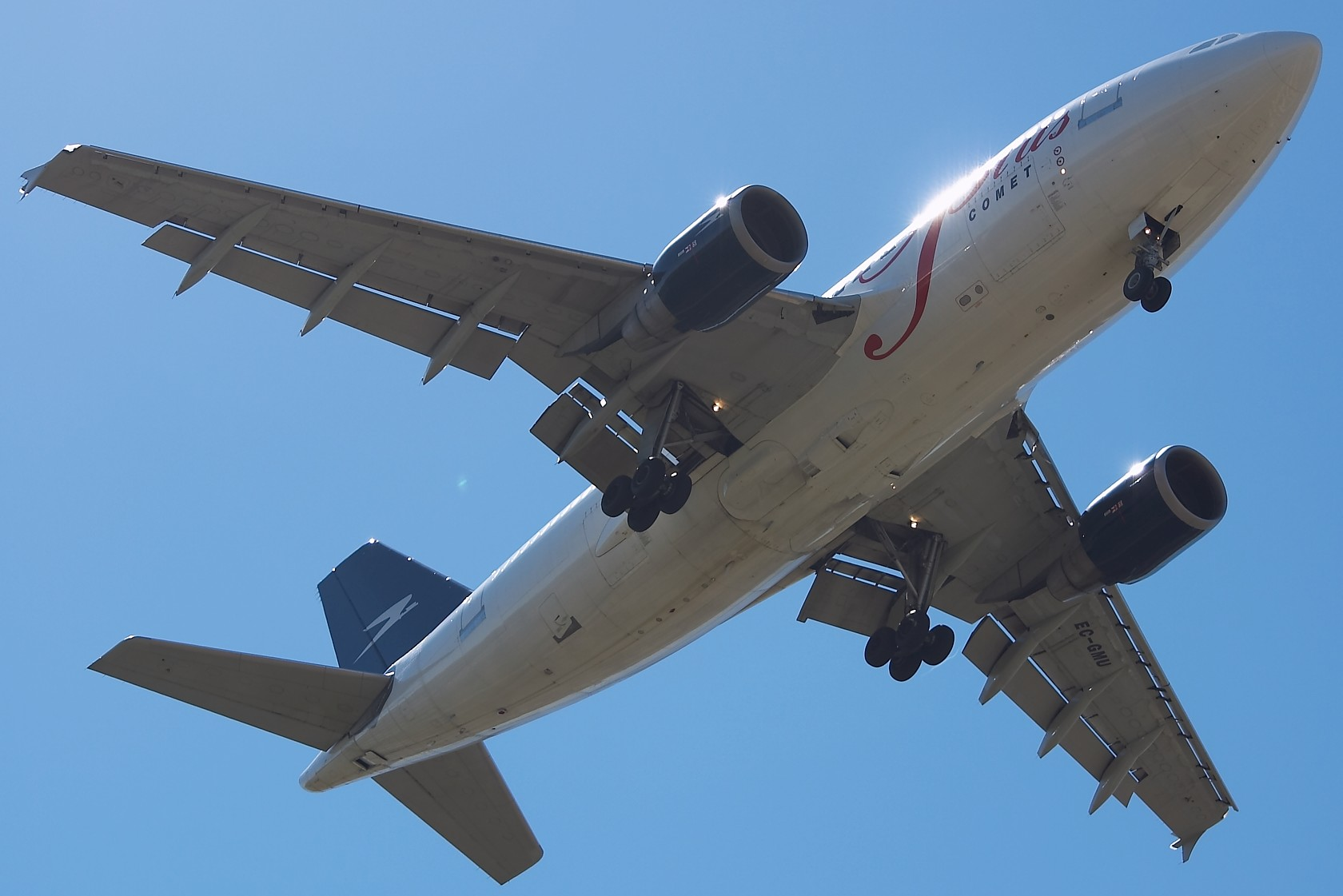
En Air Comet Airbus A310 landar på Madrid Barajas Airport, Spanien.

Air Comet (före detta Air Plus Comet) var ett flygbolag baserat i Madrid i Spanien. Bolaget trafikerade 13 destinationer i Nord- och Sydamerika. Bolaget var baserat på Terminal 1 på Aeropuerto de Madrid-Barajas i Madrid.

## Destinationer
Air Comet trafikerade följande destinationer: 
- Europa
  - Spanien
    - Madrid - Aeropuerto de Madrid-Barajas Bas

- Nordamerika
  - Costa Rica
    - San José - Juan Santamaría International Airport

  - Mexiko
    - Cancún - Cancúns internationella flygplats
    - Mexico City - Mexico City International Airport (startar 1 december[4])

- Sydamerika
  - Argentina
    - Buenos Aires - Ministro Pistarini International Airport

  - Bolivia
    - Santa Cruz de la Sierra - Viru Viru International Airport

  - Colombia
    - Bogotá - El Dorados internationella flygplats

  - Ecuador
    - Guayaquil - José Joaquín de Olmedos internationella flygplats
    - Quito - Mariscal Sucre International Airport

  - Kuba
    - Havanna - José Martís internationella flygplats

  - Peru
    - Lima - Jorge Chávez International Airport

## Flotta
Så här såg flottan ut i oktober 2009